# Iljo Keisse
Iljo Keisse (født 21. december 1982 i Gent) er en belgisk cykelrytter. Siden 2010 har han kørt for Soudal Quick-Step. Hans foretrukne disciplin er banecykling, hvor han har vundet nationale og europæiske mesterskaber.
Keisse har vundet mange seksdagesløb, heriblandt Københavns seksdagesløb i 2012 sammen med Marc Hester.
Ved Giro d'Italia 2015 vandt han løbets sidste etape.